# Lie to Me
Lie to Me er en amerikansk tv-serie skabt af Samuel Baum, hvor genren hovedsageligt er drama og krimirelateret. Serien debuterede på FOX den 21. januar 2009 og sluttede den 10. maj, 2011.

## Handling
I serien assisterer, Dr. Cal Lightman (Tim Roth) og hans kollegaer i The Lightman Group, forskellige organisationer, normalt lokalt politi eller FBI,  i deres arbejde. Dette arbejde, består i at søge sandheden, ved brug af psykologiske metoder. Dette gøres ved at opfange såkaldte microexpressions, som er ufrivillige ansigtsudtryk, der forekommer når man prøver at skjule en følelse. De metoder Dr. Cal Lightman bruger i serien, er baserede på den virkelige person Dr. Paul Ekmans videnskabelige fund om microexpressions og ansigtets motorik. Foruden Cal Lightman er hovedkarakterne Dr. Gillian Foster (Kelli Williams), Eli Loker (Brendan Hines) og Ria Torres (Monica Raymund). De 4 hovedkarakterer er med i alle 48 afsnit af serien. En anden hovedperson er Cal Lightmans datter, Emily Lightman (Hayley McFarland), der er med i 40 afsnit. Handlingerne i serien, er en blanding af krimi og drama, hvor krimidelen er opgaverne der skal løses og dramadelen omhandler Lightmans forhold til sin datter og sine ansatte.

## Afsnit
| Sæson | Sæson | Afsnit | Oprindelig sendt   | Oprindelig sendt   |
| Sæson | Sæson | Afsnit | Start              | Slut               |
| ----- | ----- | ------ | ------------------ | ------------------ |
|       | 1     | 13     | 21. januar 2009    | 13. maj 2009       |
|       | 2     | 22     | 28. september 2009 | 13. september 2010 |
|       | 3     | 13     | 4. oktober 2010    | 31. januar 2011    |

Datoerne er fra USA's sendeflade.

## Soundtrack
Hovedsangen til serien er Brand New Day, skrevet af Ryan Star and Max Collins, og fremført af Ryan Star.

## Modtagelse

### Priser og nomineringer
Serien har vundet 3 priser. I 2009 vandt lydholdet bag serien en BMI TV Music Award og i 2011 fik Tim Roth, en People's Choice Award for 'Bedste TV Krimi Karakter' og serien vandt en People's Choice Award for 'Bedste TV Krimi Drama'. Serien har været nomineret til 4 andre priser.